# Торе ди Трецолано (Верона)
Торе ди Трецолано је насеље у Италији у округу Верона, региону Венето.
Према процени из 2011. у насељу је живело 14 становника. Насеље се налази на надморској висини од 321 м.